# Svenska mästerskapen i fälttävlan 2004
Svenska mästerskapen i fälttävlan 2004 avgjordes i Linköping. Tävlingen var den 54:e upplagan av Svenska mästerskapen i fälttävlan.

## Resultat
| Placering | Ryttare            | Häst                     |
| --------- | ------------------ | ------------------------ |
| 1         | Katrin Norling     | Cacao af Tollstad,       |
| 2         | Karolina Stemfeldt | Sedges Midnight Charmer, |
| 3         | Astrid Antonsson   | Casey,                   |